# Človeka nikar
Človeka nikar je pesem Simona Gregorčiča. Pesem ima oseminštirideset rimanih verzov in ni razdeljena na kitice oz. ima stihično zgradbo. Verzi so jambski, dolgi od tri do devet zlogov, zaporedje različno dolgih verzov je nepredvidljivo; taki zgradbi rečemo iregularni verz. Rima je svobodna. Obe vsebinski enoti se začenjata s podobnim nagovorom stvarnika (V delavnico sem tvojo zrl, začetnik moj, ki si me ustvaril). V pesmi najdemo personifikacije (prelivajoče se srce) in mnoge okrasne pridevke (brezumni svet). 